# Johnny Griparic
Johnny Griparic é um baixista sueco mais conhecido por fazer parte da segunda versão do Slash's Snakepit  entre 2000 e 2002.

## Discografia

### Geral
| Álbum                              | Artista                          | Ano  |
| ---------------------------------- | -------------------------------- | ---- |
| Acoustic Christmas                 | Various Artists                  | 1996 |
| Never Felt No Blues                | B.J. Sharp                       | 1997 |
| Shine                              | Jeff Naideau                     | 1998 |
| Ain't Life Grand                   | Slash's Snakepit                 | 2000 |
| Since Sixty Six                    | Stevie Rachelle                  | 2000 |
| Halloween: Resurrection Soundtrack | Various Artists                  | 2002 |
| The Heart and Soul of a Jaguar     | Jimmy Z and the Z-Tribe          | 2004 |
| 2001 Maniacs Soundtrack            | Various Artists                  | 2005 |
| Stereosonic Meltdown               | Triggerdaddy                     | 2005 |
| Soldier of God Soundtrack          | Johnny Griparic e Peter Stormare | 2005 |
| Oasis Motel                        | Julia Othmer]                    | 2006 |
| The Black Compilation              | Sonofabitch                      | 2006 |
| Cold Heart - Hot Guitar            | Jeff Meadows                     | 2006 |
| Over Sensitive                     | Kitto                            | 2007 |
| Time Machine                       | Big Swede                        | 2007 |
| Live In São Paulo                  | Richie Kotzen                    | 2008 |

### ComGilby Clarke
| Álbum  | Ano  | Label |
| ------ | ---- | ----- |
| Rubber | 1998 |       |
| Swag   | 2002 |       |

### Com BB Chung King
| Álbum             | Ano  |
| ----------------- | ---- |
| Play Hard         | 1996 |
| Mississippi Queen | 1998 |
| Mumbo Jumbo       | 2003 |
| Raw               | 2007 |